# Her Majesty the Queen’s Personal Flag for Australia
Her Majesty the Queen’s Personal Flag for Australia – osobista flaga królowej Elżbiety II jako Monarchy Australii. Królowa Elżbieta II wyraziła zgodę na zaprojektowanie osobistej flagi, która miała być używana w Australii 20 września 1962 roku. Używana od 1963 roku od wizyty królowej Elżbiety II w Australii. Flaga była używana tylko przez królową podczas jej obecności w Australii.

## Opis i proporcje
W centralnej części flagi znajduje się złota, siedmioramienna gwiazda (tzw. Commonwealth Star), w którą wpisana jest litera „E” (inicjał od imienia królowy Elżbiety II) z umieszczoną nad literą koroną na niebieskim tle. Litera „E” oraz korona otoczone są wieńcem złotych róż i akacji.
Dodatkowo flaga podzielona jest na sześć części, która przedstawia godło każdego ze stanów Australii oraz całość otoczona jest bordiurą gronostajową:
- lewy górny róg, reprezentuje stan Nowa Południowa Walia, w którym umieszczono krzyż świętego Jerzego, w centralnej części znajduje się złoty lew oraz złota gwiazda na każdym ramieniu;
- środkowa górna część, reprezentuje stan Wiktoria, składa się z pięciu białych gwiazd i królewskiej korony na niebieskim tle;
- prawy górny róg, reprezentuje stan Queensland, w którym umieszczono niebieski krzyż maltański i królewską koronę na białym tle;
- lewy dolny róg, reprezentuje stan Australia Południowa, przedstawia dzierzbowrona (tzw. piping shrike) na żółtym tle;
- środkowa dolna część, reprezentuje stan Australia Zachodnia, przedstawia łabędzia czarnego na żółtym tle;
- prawy dolny róg, reprezentuje stan Tasmania, przedstawia czerwonego lwa na białym tle.

Prawidłowe proporcje flagi to 22:31, a nie proporcje 1:2, które używane są w innych brytyjskich sztandarach.